# Holaptilon brevipugilis
Holaptilon brevipugilis — вид богомолів з родини Gonypetidae, один з трьох видів у роді Holaptilon. Поширений в Ірані.

## Опис
Дрібний богомол, самці 10-12 мм у довжину, самиці 14,5 мм. Тіло піщаного кольору, з бурими плямами. Обидві статі безкрилі. Голова ширша за передньоспинку. Фасеткові очі кулясті, прості вічка дуже дрібні. Антени тонкі в обох статей, у самців трохи війчасті. Передньоспинка пласка, майже овальна, згори з виразним темним асиметричним нагтелеподібним візерунком. Тазики передніх ніг довші за пердньоспинку, біля основи з лопатями та чорними зубцями. Шипів на передніх коротких та товстих стегнах 4 зовнішніх та 4 дискоїдальних. На передніх гомілках 12 коротких товстих зовнішніх шипів. Перший членик лапки на задніх ногах коротший за сумарну довжину інших члеників. Церки короткі.

## Спосіб життя

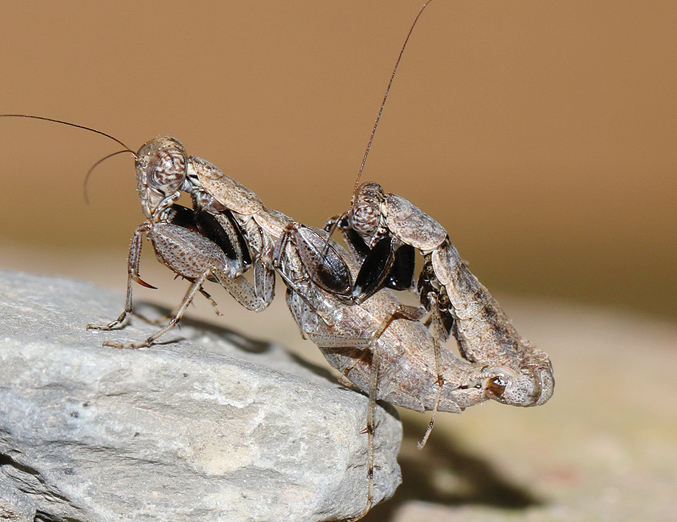
Копуляція в Holaptilon brevipugilis

Виявлені на кам'янистому плато серед низької трав'янистої рослинності.
Самець демонструє ритуальну поведінку, що передує паруванню. За умови підходу до самиці збоку, самець просто підходить на близьку відстань і застрибує на спину самиці. Натомість, якщо він зустрічається з нею спереду, то піднімає догори та опускає черевце декілька разів, що ймовірно може зменшувати ризик канібалізму. Частота статевого канібалізму в цього виду низька.
Цих богомолів називають «богомолами-боксерами», оскільки вони часто рухають передніми ногами, нагадуючи рухи боксера.

## Ареал
Богомол виявлений в іранській провінції Марказі, у гірському регіоні на висоті близько 1800 м над р. м.